# Canopus Foundation
Die Canopus Foundation ist eine private gemeinnützige Stiftung deutschen Rechts, die 1997 von Wolfgang Heller und Peter W. Heller gegründet wurde.

## Organisation
Die Stiftung hat ihren juristischen Sitz in Dreieich-Buchschlag. Die Geschäftsstelle befindet sich in Freiburg im Breisgau. Geschäftsführender Vorstand ist Peter W. Heller. Weitere Mitglieder des Stiftungsrates sind Micaela Heller, Julia T. Rahmani und Jakob Heller. Die Stiftung beschäftigt eine feste und fünf freie Mitarbeiterinnen (Stand: 2025).

## Geschichte
Die 1997 gegründete gemeinnützige Canopus Stiftung hat das Ziel, einen Beitrag zur Armutsbekämpfung, zum Umweltschutz sowie zur Bildung und Wissenschaft für eine nachhaltige Ökonomie zu leisten. Der Schwerpunkt der Tätigkeit liegt gemäß ihrer Satzung in den Bereichen Armutsbekämpfung, Umwelt- und Klimaschutz (internationale Projekte in Asien, Afrika und Südamerika), sowie in der Förderung von Bildung und Wissenschaft im Themenfeld der nachhaltigen Wirtschaftstheorie und -praxis (Projekte in Deutschland und Europa).
Die Canopus Stiftung fördert Sozialunternehmen und gemeinnützige Organisationen, die sich für die Versorgung einkommensschwacher Haushalte mit Solarstrom einsetzen, um den Zugang aller Menschen zu nachhaltiger Energie zu ermöglichen („Energy Access“). Dabei stehen Projekte im Vordergrund, die ländliche Regionen in Entwicklungsländern elektrifizieren und damit die Lebensqualität der Menschen verbessern (siehe ländliche Entwicklung).
Ferner unterstützt die Stiftung Initiativen, die den Denkraum der ökonomischen Wissenschaften in Richtung auf eine größere Pluralität der Lehrmeinungen öffnen und eine intensivere Auseinandersetzung mit den Voraussetzungen für eine nachhaltige Ökonomie und Gesellschaft ermöglichen.
Von 2000 bis 2025 hat die Stiftung über 60 Sozialunternehmen und Organisationen gefördert.
Die Canopus Foundation ist seit 2019 Mitglied im Bundesverband Deutscher Stiftungen.

## Vorgehensweise
In ihrer Förderpraxis für Sozialunternehmen orientiert sich die Canopus Foundation am Konzept der Venture Philanthropy. Die Stiftung fördert die Bereitstellung von Risiko-Kapital für junge Sozialunternehmen im Rahmen einer mehrjährigen strategischen Partnerschaft. Die Unterstützung der Canopus Foundation geht dabei über ein rein finanzielles Engagement hinaus, es werden bei Bedarf Managementkompetenzen, Marktkenntnisse, Kontakte zu Investoren und technisches Wissen zur Verfügung gestellt.